# Кебап Кубиде
Кебап Кубиде (на персийски: کباب کوبیده) е известно иранско ястие, което се приготвя от смляно телешко или агнешко месо, или е комбинация от двете.
Той е един от най-популярните кебапи, който може да се намери не само в ресторантите, но и из улиците на Иран.
Освен мляното месо, кебап кубиде съдържа кромид лук, сумак, шафран, куркума, сол, черен пипер и магданоз. Една от тайните за приготвянето на вкусен кебап е, че сместа трябва да престои между 8 и 12 часа, за да могат съставките ѝ да се комбинират добре.
Сместа се разпределя равномерно върху плосък и широк шиш. Обикновено се пече върху въглища. Кебапите трябва да се обръщат често, за да не изгаря месото. Сервира се с плосък ирански хляб – лаваш или санджак, или с ориз, а може и с двете. В порцията задължително присъстват домат и люта чушка, изпечени на скарата или грила, до месото.